# Leroy Harris junior
Leroy Harris junior (auch LeRoy Harris, * 12. Februar 1916 in St. Louis; † 16. Februar 2005 ebenda) war ein US-amerikanischer Jazz- und Rhythm-&-Blues-Musiker (Altsaxophon, Klarinette, Gesang).

## Leben und Wirken
Harris stammte aus einer musikalischen Familie aus St. Louis; sein Vater war der Banjoist und Gitarrist Leroy Harris senior, seine Onkel der Geiger und Bandleader Jimmy Harris und der Jazzmusiker Arville Harris. In Chicago arbeitete ab 1937 bei Earl Hines. 1946 begleitete er mit dem Orchester Tadd Dameron Sarah Vaughan. Um 1950 spielte er bei Wynonie Harris und Singleton Palmer. Mit einer eigenen Band, in der er auch sang, trat er in dieser Zeit im New Yorker Kit Kat Club auf. Als Sänger nahm er mit Eddie Johnson’s Trio den Cole-Porter-Song „What Is This Thing Called Love?“ auf (E.L.J. Records 8002). Im Bereich des Jazz war er zwischen 1937 und 1954 an 18 Aufnahmesessions beteiligt, außer den Genannten mit King Oliver.